# Ocho Rios
Ocho Rios, bijgenaamd Ochie, (Spaans voor acht rivieren) is een stad aan de noordkust van Jamaica, in de parish van Saint Ann. Het is een populaire toeristische bestemming vanwege de Dunn's River Falls, die jaarlijks door duizenden toeristen wordt bezocht, maar ook vanwege goede gelegenheid voor sportduiken en andere watersporten.
Ocho Rios was ooit een vissersdorp tot het werd ontdekt door de buitenwereld. Nu is Ocho Rios een toeristische bestemming en een halte voor cruiseschepen. 

## Partnersteden
- Oakland, Californië
- Dallas, Texas

## Geboren
- Nickel Ashmeade (1990), sprinter

## Trivia
- Van de Britse rockband 10cc bestaat het nummer "From Rochdale to Ocho Rios".
- Filmlocatie van de eerste James Bondfilm, Dr. No.